# Karel Gras
Leontius Maria Franciscus Carolus (Karel) Gras (Antwerpen, 19 november 1875 – aldaar, 5 februari 1936) was een Belgisch organist en componist.
Hij was zoon van muzikant/muziekmeester Léonce Gras en Philippina Fania van Antwerpen. Karel Gras ligt samen met zijn zuster begraven op Silsburg, Borgerhout, Deurne.
Hij kreeg zijn muziekopleiding aan het Koninklijk Conservatorium Brussel (harmonieleer en orgel), waar hij onderricht kreeg van Alphonse Mailly. Daarna volgde hij lessen aan het Muziekschool Antwerpen (contrapunt en fuga) bij Jozef Tilborghs. Ook Joseph Callaerts (harmonieleer en orgel) gaf les aan Gras. Gras werd organist van de Sint-Willibrorduskerk en de plaatselijke kerk van de dominicanen. In aanvulling daarop bespeelde hij de viool in het orkest van de Franse Opera in Antwerpen en was pianoleraar aan de muziekschool in Hoboken. Hij was leraar van Henri Kennes.
Van zijn hand kwam onder meer de kinderopera Rikke tikke tak, enkele symfonische en orgelwerken, filmmuziek en liederen op tekst van Vlaamse auteurs als Jan van Nijlen (Het zomerlief) en Victor de Meyere (Weemoed).
Hij is oom van dirigent Léonce Gras.